# Johann Ulrich von Bilguer
Johann Ulrich von Bilguer, vor 1794 Johann Ulrich Bilguer (auch Bilequer und Bilger; * 1. Mai 1720 in Chur; † 6. April 1796 in Berlin) war ein Schweizer Militärarzt in preußischen Diensten.

## Leben
Johann Ulrich Bilguer war ein Sohn des Churer Zunftmeisters Luzi Bilguer. Nach Medizinstudien in Basel (1737) und Strassburg (1738) und ärztlicher Weiterbildung in Paris verpflichtete er sich als Militärwundarzt in württembergische Dienste. Er setzte in Stuttgart und an der Universität Tübingen seine Ausbildung fort, absolvierte den Cursus medicus chirurgicus und wurde 1741 Chirurgien-Major eines württembergischen Kavallerieregiments, das 1742 nach Berlin überstellt wurde. Nunmehr in preußischen Diensten Friedrichs des Großen nahm Bilguer an 12 Feldzügen (so im Siebenjährigen Krieg von 1756 bis 1763) teil und wurde 1757 Generalchirurg der preußischen Armee. Am 13. März 1761 schrieb er sich in das Matrikelalbum (Nr. 150/1761) der Universität Halle ein und wurde wenige Tage später zum Dr. med. et chir. promoviert. 1762 wurde er Leibarzt der preußischen Königin.
Mit seiner in mehrere Sprachen übersetzten Dissertation, die äusserste Zurückhaltung bei der Amputation verletzter Glieder, etwa nach Schussverletzungen, forderte, wurde Bilguer zum „Vater der konservativen Chirurgie“.
Zur Behandlung von Schussverletzungen des Schädels und Gehirns empfahl er die Trepanation, zur Therapie des Wundstarrkrampfs lange Einschnitte und Umschläge sowie Verabreichung von Öl und Mohnsaft.
Bilguer war Mitglied der Chur-maynzischen Societät der Wissenschaften und wurde 1761 Mitglied der Königlich Großbritannischen Göttingschen Societät der Wissenschaften.
Am 17. Mai 1762 wurde Johann Ulrich Bilguer mit dem akademischen Beinamen Nymphodorus IV. als Mitglied (Matrikel-Nr. 649) in die Leopoldina aufgenommen.
1794 wurde er vom Kaiser in den Reichsadelsstand erhoben und zum Johann Ulrich von Bilguer nobilitiert.
Bilguer war seit 1742 mit Johanne Friederike Mögling, der Tochter eines Militärchirurgen, verheiratet. Der Schachspieler Paul Rudolf von Bilguer war sein Urenkel.

## Schriften (Auswahl)
- Dissertatio Inauguralis Medico-Chirurgica De membrorum amputatione rarissime administranda aut quasi abroganda. Hendel, Halle an der Sahle 1761 Digitalisat
- Abhandlung von dem sehr seltenen Gebrauch oder der beynahe gänzlichen Vermeidung des Ablösens der menschlichen Glieder. Wever, Berlin 1761; 2., verbesserte Auflage: Hartwig, Frankfurt/Leipzig 1767.
- Chirurgische Wahrnehmungen, welche meistens während dem von 1756 bis 1763 gedauerten Krieg über in denen Königlich Preußischen Feldlazarethen von verschiedenen Wundärzten aufgezeichnet […]. A. Wever, Berlin 1763 (urn:nbn:de:bvb:12-bsb10390696-3); Hermannsche Buchhandlung, Frankfurt am Main 1768.
- Anweisung zur ausübenden Wundarzneykunst in Feldlazarethen. C. F. Günther, Glogau/Leipzig 1763.
- A dissertation on the inutility of the amputation of limbs by Johann Ulrich Bilguer. London 1764 (Digitalisat).
- Nachrichten an das Publicum in Absicht der Hypochondrie. Rothe, Kopenhagen 1767; Digitalisat.
- Johann Ulrich Bilguers, der Welt-Weißheit, Arznei-Gelahrheit und Wund-Arznei-Kunst Doctors. Sr. Königlichen Majestät von Preussen bestallten General-Chirurgi, der Römisch-Kayserlichen Academie der Naturforscher, der Königlich Großbritannischen Göttingschen und der Chur-maynzischen Societät der Wissenschaften Mitglied und Correspondenten medicinisch-chirurgische Fragen, welche die Verletzung der Hirnschale betreffen: Nebst einem Versuch zur Beantwortung der Aufgabe: die Theorie von den Contrafissuren in den Verletzungen des Kopfs, und, die praktischen Folgen, welche man daraus ziehen kann, zu bestimmen. Decker und Winter, Berlin, 1771; Digitalisat.
- Versuche und Erfahrungen über die Faulfieber und Ruhren, dem häufigen Sterben bey den Armeen und in den Feldlazarethen künftighin Grenzen zu setzen. Hesse, Berlin 1782.